# قوات الفجر
قوات الفجر هي جماعة تشكلت من بعض الشباب المنتمين إلى الجماعة الإسلامية (لبنان) بعد الاجتياح الإسرائيلي للبنان في حزيران عام 1982 واحتلال الكثير من مناطق في لبنان ولوصول إلى العاصمة بيروت.

## التسمية والنشاة
تحرّك الشباب الملتزم بخط الجماعة الإسلامي في لبنان، وقاموا بتنفيذ عمليات جهادية ضد قوات الاحتلال الصهيوني وعملائه، وأطلقوا على تنظيمهم اسم (قوّات الفجر).
وكانت نشأة هذه القوات بسبب الاجتياح الإسرائيلي للبنان وكانت منطقة المواجهة في صيدا وبعد حملة اعتقالات طالت الجماعة الإسلامية من قبل قوات الاحتلال الإسرائيلي طالت القيادات والعناصر التابعة للجماعة في صيدا انتقلت مجموعات من الجماعة إلى طرابلس وبيروت واستأجرت لهم بيوت والبعض منهم كان يتحرك لشن هجمات على طريق صيدا بيروت وكان التنسيق مع حزب الله الذي كان في أولى بداياته المتواضعة.

## تحرير صيدا
بعد تحرير صيدا في 16 شباط 1985 حافظت «الجماعة الإسلامية» على قوة «رمزية» لها في عداد المقاومة في الجنوب تعمل وفق قرار قيادتها، ولكن بالتنسيق مع «حزب الله»، [وفقًا لِمَن؟] كما يرى الكاتب فادي شامية ، وقد بقيت «قوة رمزية» أخرى من أهالي العرقوب في أقصى الجنوب تعمل حتى حرب تموز من العام الماضي، وقد تركت موقعها بعد دخول الجيش وقوات اليونيفيل المعززة إلى تلك البقعة.

## أثناءطوفان الأقصى
خلال معركة طوفان الأقصى، قام مقاتلوا بمساندة غزة من خلال إستهداف مواقع الاحتلال الإسرائيلي في شمال فلسطين المحتلة بصليات صاروخية مركزة أوقعت في صفوف العدو قتلى وجرحى، بالإضافة إلى خسائر مادية. حيث قامت قوات الفجر -الجناح العسكري للجماعة الإسلامية - مساء الجمعة 5/1/2024 بتنفيذ عمليتين عسكريتين تضمنت توجيه صليتين صاروخيتين استهدفتا مغتصبة كريات شمونة في شمال فلسطين المحتلة مما أدى إلى تحقيق إصابات مباشرة.

## وصلات خارجية
- المصري: الجماعة الإسلامية في لبنان تحالفت مع حزب الله لطرد إسرائيل، الإسلام اليوم، 5 أغسطس 2006م
- «الفجر» السنية تقاتل بالجنوب وترفض فتاوى الفرقة، إسلام أون لاين، 28 يوليو 2006